# Brigada de Asalto 2506
La Brigada de Asalto 2506 es el nombre dado a un grupo de combatientes exiliados cubanos anticastristas entrenado y equipado por la CIA y formado en 1960 para intentar derrocar al régimen de Fidel Castro. La brigada fue uno de los principales participantes en la Invasión de la bahía de los Cochinos, y fue derrotada completamente por las Fuerzas Armadas Revolucionarias de Cuba en abril de 1961.

## Contexto
El 1 de enero de 1959 tras el triunfó la Revolución cubana dirigida por el comandante Fidel Castro, las históricas buenas relaciones entre Cuba y Estados Unidos se empiezan a deteriorar. En un contexto de plena Guerra Fría la administración estadounidense consideró que la Revolución Cubana era un serio peligro para sus intereses en el Caribe y Latinoamérica, no solo por el hecho de tener tan próximo un potencial aliado de la Unión Soviética, sino porque desde muy temprano quedó en evidencia que los nuevos dirigentes tenían intenciones de prestar apoyo a otras revoluciones en el mundo entero, especialmente en África y Latinoamérica.
La deposición del presidente interino Manuel Urrutia Lleó, el conflicto por la dimisión del Comandante Huber Matos, los fusilamientos de exmiembros de las fuerzas represivas batistianas, la promulgación de la ley de Reforma Agraria que expropió los latifundios agrícolas y agropecuarios de compañías norteamericanas llevaron a que las relaciones entre Estados Unidos y Cuba comenzaran a tensarse. Ante esto, el gobierno de Dwight D. Eisenhower, comenzó a tomar medidas drásticas de boicot económico hacia la isla, provocando que el régimen de Castro se acercara mucho más a la Unión Soviética y la República Popular China.
Además de decretar en octubre de 1960 el embargo económico de Cuba como respuesta a las expropiaciones de empresas estadounidenses, el presidente Dwight D. Eisenhower no tardó en ordenar el apoyo de organizaciones anticastristas tanto dentro como fuera de la isla que trataran de derrocar al gobierno cubano, se organizaron cientos de intentos de magnicidio del líder cubano por parte de la CIA (posteriormente desclasificados). Esta situación llevó a la ruptura de toda clase de relaciones entre los dos países a principios de 1961.

## Historia

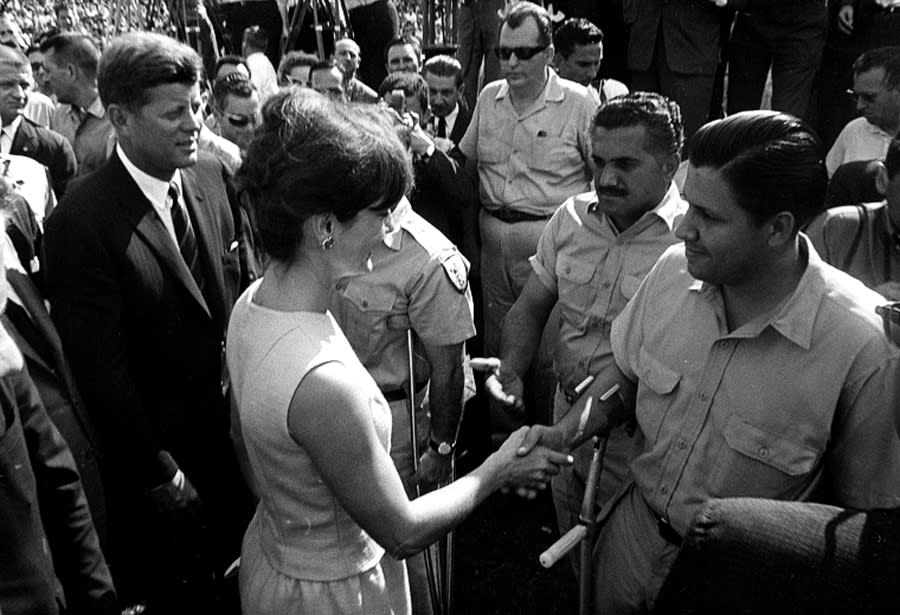
John F. Kennedy y Jacqueline Kennedy Onassis saludan a los miembros de la Brigada en el Orange Bowl de Miami.

En mayo de 1960, la CIA comenzó a reclutar exiliados cubanos anticastristas en el área de Miami. Para la mayoría de los reclutas, el entrenamiento de infantería se realizó en una base de la CIA llamada JMTrax cerca de Retalhuleu en la Sierra Madre, ubicada en la costa del Pacífico de Guatemala.
En noviembre de 1960, con 430 hombres en entrenamiento, se eligió a los líderes del grupo, que fue llamado Brigada de Asalto 2506, usando el número de serie de su fusil de Carlos (Carlyle) Rafael Santana Estévez, quien había muerto por accidente durante el entrenamiento en septiembre de 1960.
Las tropas originariamente estaban siendo entrenadas para afrontar una larga guerra de guerrillas, y en algún momento formar un gobierno provisional que sería apoyado en forma directa por el ejército norteamericano, pero la administración de Kennedy finalmente decidió utilizarlos como fuerza de choque en abril de 1961, desencadenando la desastrosa operación de Playa Girón.

## Integrantes

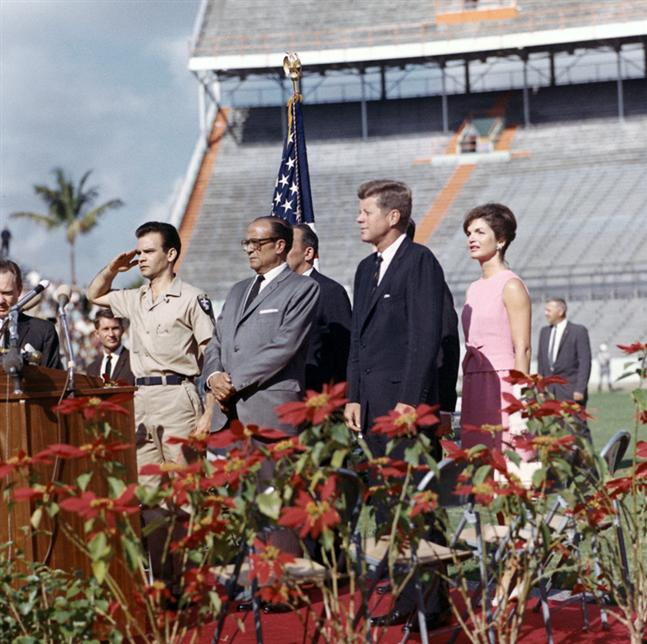
De izquierda a derecha: Robert King High, Manuel Artime, José Miró Cardona, John F. Kennedy y Jacqueline Kennedy Onassis.

En su gran mayoría exiliados cubanos con fuertes sentimientos anticastristas, otros ex- oficiales del régimen de Batista, otros demócratas anticomunistas, y muchos identificados con las ideas patrióticas que rechazaban los nexos de Cuba con la antigua Unión Soviética. Todos eran cubanos y estaban inspirados en la resistencia francesa.

### Comandantes
Los principales comandantes fueron:-
- Manuel Artime: Líder político
- Pepe San Román: comandante militar
- Erneido Oliva: segundo al mando militar
- Manuel Villafaña Martínez: comandante de la fuerza aérea
- Alejandro del Valle Marti: 1.º batallón
- Hugo Sueiro Rios: 2.º batallón de infantería
- Noelio Montero Díaz: 3.º batallón
- Valentín 'Pipo' Bacallao Ponte: 4.º batallón (blindado)
- Ricardo Montero Duque: 5.º batallón de infantería
- Francisco Montiel (Maciera) Rivera: 6.º batallón de infantería
- Roberto Pérez San Román: Batallón de armas pesadas
- Ramon J. Ferrer Mena: Jefe de personal
- Enrique Ruiz Williams Alférez
- Higinio Nino Díaz Ane, comandante el batallón especial (para guerra de guerrilla) - por «Operación Marte»[9]

### Soldados
Se conocen cerca de 2,680 nombres de miembros de la brigada. Aproximadamente de 1,330 hombres viajaron en la fuerza marina, de los cuales 1,297 hicieron tierra efectivamente en Cuba, más un adicional de 177 paracaidistas aerotransportados. Se han estimado bajas de aproximadamente 114, ahogados o muertos en acción, y 1,183 fueron capturados, juzgados y aprisionados. Varios simpatizantes individuales a las políticas de los Estados Unidos en algún momento negociaron $53 millones de dólares en comida y medicamentos por la liberación y repatriación de los prisioneros de la Brigada hacia Miami el 23 de diciembre de 1962. El 29 de diciembre del mismo año, el presidente de los EE. UU. John F. Kennedy fue el anfitrión de la ceremonia de retorno para los veteranos de la Brigada 2506 en el Orange Bowl en Miami. Algunos de sus miembros fundaron la Asociación de Veteranos de la Brigada 2506 que controla el Museo y Biblioteca Bahía de los Cochinos en Miami.

Entre los miembros de la brigada se encontraban:
- Lorenzo Serrano-Pérez
- Felix Candido Beruvides Ballesteros[10][16]
- Orlando Bosch Ávila
- Mario Leonel Cabello
- Jorge Mas Canosa
- Luis Posada Carriles
- José Antonio Llama
- Bernard Barker
- Félix Ismael Rodríguez
- Sergio Gilberto Díaz
- Alfredo González Duran
- Raul Masvidal
- Manuel Antonio de Varona

La Brigada contaba con la élite de las fuerzas aéreas de Cuba, compuesta por expilotos de la Marina de Guerra, Fuerza Aérea y Ejército. En la parte civil de la Fuerza Aérea de Liberación "FAL", los pilotos de los aviones de transporte provenían de las líneas aéreas comerciales como Cubana de Aviación, Aerovías Q; algunos de ellos tenían un promedio de 20000 horas de vuelo. Ellos volarían obsoletos aviones bimotores C-46 y cuatrimotores C-54 dados de baja tras la Segunda Guerra Mundial.

## Teatro de Operaciones
El teatro de operaciones en el que se desempeñó la Brigada fue esencialmente el asalto fallido a la Bahía de los Cochinos, en Cuba, si bien el entrenamiento se llevó a cabo entre la Sierra Madre de Chiapas, en Guatemala, y en Miami, bajo el control directo de Langley, la sede de la CIA.

## Armamento

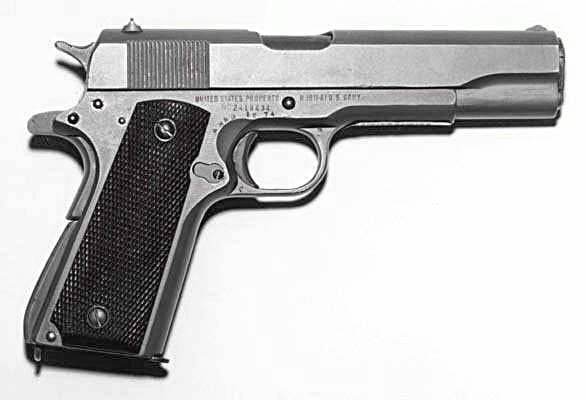
Una pistola Colt M1911, parte del arsenal de la brigada.

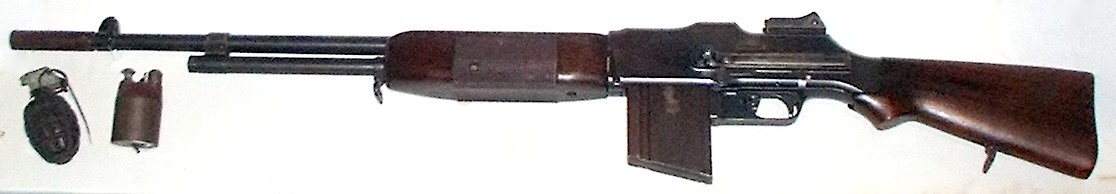
Un fusil automático Browning, parte del armamento de la brigada.

El armamento militar que el gobierno estadounidense suministró a la Brigada se componía de pistolas Colt M1911A1, fusiles Garand, carabinas M1 y M2, subfusiles M3, subfusiles Thompson, fusiles automáticos Browning BAR, ametralladoras M1919, ametralladoras M2 y granadas Mk 2. El armamento pesado consistía en morteros de 60 mm, 81 mm y 4,2 pulgadas, así como cañones sin retroceso de 57 mm y 75 mm. También fueron equipados con explosivo C-3 y C-4 para las demoliciones. Sus equipos de radio eran los PR-6 y PR-10.
- 8 aviones de transporte C-46.
- 6 aviones de transporte C-54.
- 16 bombarderos B-26.
- 5 tanques M41 además de jeeps, cañones, morteros y camiones.
- 8 barcos y 7 lanchas para desembarco.